# Uršna sela
Uršna sela este o localitate din comuna Novo mesto, Slovenia, cu o populație de 588 de locuitori.